# Епархия Абаэтетубы
Епархия Абаэтетубы (лат. Dioecesis Abaëtetubensis) — епархия Римско-Католической церкви с центром в городе Абаэтетуба, Бразилия. Епархия Абаэтетубы входит в митрополию Белен-до-Пара. Кафедральным собором епархии Абаэтетубы является церковь Непорочного зачатия Пресвятой Девы Марии.

## История
25 ноября 1961 года Римский папа Иоанн XXIII издал буллу Quandoquidem novae, которой образовал территориальную прелатуру Абаэте-до-Токантиса, выделив её из архиепархии Белен-до-Пара.
4 августа 1981 года Римский папа Иоанн Павел II издал буллу Qui ad Beatissimi, которой преобразовал территориальную прелатуру Абаэте-до-Токантиса в епархию Абаэтетубы.

## Ординарии епархии
- священник Giovanni Gazza (12.11.1962 — 19.09.1966);
- епископ Angelo Frosi (2.02.1970 — 28.06.1995);
- епископ Flávio Giovenale (8.10.1997 — 19.09.2012);
- вакансия.

## Источник
- Annuario Pontificio, Libreria Editrice Vaticana, Città del Vaticano, 2003, ISBN 88-209-7422-3
- Булла Quandoquidem novae, AAS 54 (1962), стр. 763  (лат.)
- Булла Qui ad Beatissimi  (лат.)